# Francisco Sá Carneiro
Francisco Manuel Lumbrales de Sá Carneiro (19. července 1934 Porto, Portugalsko – 4. prosince 1980 Camarate, Loures, Portugalsko) byl portugalský politik. Roku 1980, přesně 336 dní, byl premiérem Portugalska. Byl představitelem portugalské Sociálnědemokratické strany (Partido Social Democrata), jež je ovšem navzdory názvu středopravicovou stranou. Jejím předsedou byl v letech 1974–1980 (s krátkou přestávkou roku 1978). V květnu 1974, měsíc po tzv. Karafiátové revoluci, patřil k zakladatelům strany (tehdy nesla ještě název Lidová demokratická strana – Partido Popular Democrático).
Zemřel ve funkci premiéra, při letecké havárii svého soukromého letounu Cessna 421. Kolem nehody se vynořilo mnoho pověstí a konspiračních teorií. Letiště v Portu, z něhož vzlétl a nedaleko něhož se zřítil, dnes nese jeho jméno (Aeroporto Francisco Sá Carneiro).